# Konrad Heinrich von der Mosel
Konrad Heinrich von der Mosel (* 25. November 1664 in Mosel bei Zwickau; † 27. August 1733 in Wesel) war ein preußischer General und Gouverneur von Wesel.

## Herkunft
Seine Eltern waren Wolf Konrad von der Mosel (* 1588; † 27. November 1670) und dessen dritter Ehefrau Anna Katharina von Harras, aus dem Hause Lichtenwalde.

## Leben
1703 war er Major im damaligen Regiment Alt-Heyden. Am 24. November 1709 wurde er Oberst im Regiment Prinz George von Hessen und am 4. Juni 1721 Generalmajor. Er bekam 1723 das Infanterieregiment No. 28. 7 Jahre später wurde er Gouverneur von Wesel, am 15. Mai 1731 wurde ihm die Drostei Bislich (heute ein Ortsteil der Stadt Wesel) zugesprochen. Im April 1733 wurde er zum Generalleutnant ernannt. Er starb 1733 in Wesel, wo er bis zu seinem Tode Gouverneur war.
Seinen Platz in der Geschichte sicherte er sich als der damalige Kronprinz Friedrich vor seinem Vater und König Friedrich Wilhelm I. über Holland nach England flüchten wollte. Er wurde gestellt und traf am 12. August 1730 im Haus des Generals auf seinen wutentbrannten Vater, der ihn mit seinem Degen erstechen wollte. Durch das Eingreifen des Generals konnte Schlimmeres verhindert werden.
Die Drostei Bislich wurde anschließend an den General Henning Alexander von Kleist vergeben.

## Familie
Er heiratete Beatrix von Römer aus dem Haus Niedersteinplais. Konrad Heinrichs Sohn Friedrich Wilhelm (1709–1777) wurde ebenfalls preußischer General.